# Real Carlos (1787)
Il Real Carlos fu un vascello di linea spagnolo da 112 cannoni che prestò servizio nella Armada Española tra il 1787 e il 1801.

## Costruzione
Realizzato nei Reales Astilleros di L'Avana, Cuba, sui piani costruttivi elaborati dal tenente generale e ingegnere navale José Joaquín Romero y Fernández de Landa fu uno dei 9 vascelli della classe Meregildos o Santa Ana dal nome della prima unità. Le altre unità della classe erano Santa Ana, Mejicano, Conde de Regla, Salvador del Mundo, San Hermenegildo, Reina María Luisa, Príncipe de Asturias e costituirono il nerbo della flotta spagnola durante le guerre napoleoniche.

## Storia
Il vascello di primo rango Real Carlos fu realizzato presso il cantiere navale di L’Avana, ed entrò in servizio con un armamento di 112 cannoni disposti nel seguente ordine: 30 cannoni da 36 libbre  nella prima batteria, 32 da 24 nella seconda, 32 da 18 nella terza, 12 da 8 sul cassero e 6 da 8 sul castello di prua.
Nel corso del 1793, al comando del capitano Baltasar de Sesma y Zaylorda, entrò a fra parte come nave ammiraglia della squadra del tenente generale Francisco de Borja y Poyo di stanza a Cartagena. L’unità prese parte ad una spedizione contro i francesi in Sardegna che portò all’occupazione delle isole di San Pietro e Sant'Antioco. 
L'8 aprile 1799 la nave lasciò El Ferrol come nave di bandiera del tenente generale Francisco Melgarejo, insieme ai vascelli Argonauta, Monarch, San Agustín, Castilla due fregate e un brigantino. La squadra navale spagnola, con a bordo un corpo da sbarco composto da 2.900 soldati con 14 cannoni, al comando del generale Ricardo O’Farril. giunse due giorni dopo a La Coruna, proseguendo quindi per Rochefort nel tentativo di unirsi alla squadra navale francese dell’ammiraglio Étienne Eustache Bruix. Una volta riunite le due squadre avrebbero appoggiato un tentativo di rivolta degli irlandesi contro il dominio britannico.  Raggiunto il porto dell’isola di Aix la sera del 7 maggio l’ammiraglio spagnolo non trovò le navi di Bruix, e dopo essere stato attaccato da una squadra navale inglese al comando dell’ammiraglio George Cranfield Berkeley il 2 luglio,  rientrò definitivamente a El Ferrol l’11 settembre. La presenza nel Canale della Manica di circa 40 unità inglesi mise definitivamente fine all’impresa.
Tra il 25 e il 26 agosto del 1800 il Real Carlos, nave di bandiera del tenente generale Juan Joaquín Moreno, fu impiegato con il resto della squadra navale nella difesa del porto di El Ferrol dal tentativo di sbarco inglese effettuato dalla navi del contrammiraglio John Borlase Warren.
All’alba del 26 agosto le truppe da sbarco inglesi vennero attaccate da una colonna di fanti scesi da numerose navi spagnole, e da 56 fanti di marina e 67 soldati del Reggimento delle Asturie scesi dal vascello Argonauta.

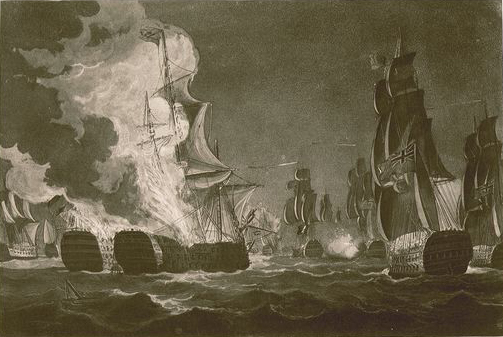
I vascelli di linea Real Carlos e San Hermenegildo in preda agli incendi poco prima di esplodere, dipinto di Thomas Whitcombe.

Il 13 giugno 1801 una squadra navale francese al comando del contrammiraglio Charles-Alexandre Léon Durand Linois, composta da 3 navi di linea e una fregata, aiutata da alcune unità minori spagnole, sconfisse una squadra di sei vascelli di linea inglesi al comando del retroammiraglio Sir James Saumarez durante la battaglia combattuta nella baia di Algeciras. Terminato lo scontro la squadra francese entrò nel piccolo porto di Algeciras, mentre gli inglesi ripararono a Gibilterra in attesa della rivincita. Il contrammiraglio Linois sollecitò gli spagnoli, tramite il suo sottoposto Pierre Dumanoir le Pelley, a mandare rinforzi, per consentirgli di riparare a Cadice, e da quello stesso porto su ordine dell’ammiraglio de Mazarredo salpò una formazione navale al comando del tenente generale Juan Joaquín Moreno, composta da cinque vascelli spagnoli e uno francese, il Saint Antoine al comando del Commodoro Julien Le Ray, e da una fregata spagnola e varie imbarcazioni minori francesi. Raggiunto il porto di Algeciras in quello stesso pomeriggio, Moreno si ricongiunse con Linois, e le due squadre salparono nuovamente all’alba del 12 luglio per rientrare a Cadice, inseguite dalla squadra inglese. Nella notte tra il 12 e il 13 luglio avvenne un nuovo scontro, in quanto Saumarez aveva lasciato libere le sue navi di rompere la formazione e inseguire la retroguardia del nemico. Il vascello Superb, il migliore come caratteristiche veliche della squadra britannica al comando del capitano Richard Goodwin Keats, riuscì ad avvicinarsi ai tre vascelli di retroguardia. Si trattava del Real Carlos che navigava di conserva con il San Hermenegildo a babordo e il Saint Antoine a tribordo ma molto attardato. Il Superb attaccò completamente oscurato il Real Carlos da 320 m. Il Real Carlos fu pesantemente colpito, perdendo l’albero di gabbia ed avendo un vasto incendio a bordo divenne ben presto visibile a tutte le altre navi. Di questo fatto approfittò il vascello San Hermenegildo che, contravvenendo ai rigidi ordini di Moreno, attaccò alla cieca il Real Carlos. L’attacco ebbe immediata risposta e le due navi spagnole presero a spararsi bordate su bordate che terminarono quando il Real Carlos, ormai in preda ad un incendio incontrollabile, sbandò andando a collidere con il San Hermenegildo. Quest’ultimo rimase irrimediabilmente agganciato al Real Carlos e fu immediatamente preda di vasti incendi. Nessuna delle navi inglesi presenti in zona riuscì a portare soccorso ai marinai delle due navi che cercavano di abbandonare i vascelli in fiamme a bordo di piccole imbarcazioni, e alla 0:15 il San Carlos esplose affondando, seguito poco tempo dopo dal San Hermenegildo. I superstiti furono 298, ma si registrarono oltre 1700 vittime, tra cui il comandante del Real Carlos don José de Ezquerra y Guirior e quello del San Hermenegildo don Manuel Antonio de Emparán y Orbe.